# Punta Lacq
La Punta Lacq és una muntanya de 3.010 m d'altitud, amb una prominència de 15 m, que es troba a ponent del Pic de Crabioules, al massís de Perdiguero, al departament de l'Alta Garona (França).